# Fem van Empel
Fem van Empel (* 3. September 2002 in ’s-Hertogenbosch) ist eine niederländische Radrennfahrerin. Von 2023 bis 2025 war sie dreimal in Folge Weltmeisterin im Cyclocross.

## Werdegang
Van Empel war in ihrer Jugend lange als Fußballerin in ihrem heimischen Sint-Michielsgestel und in Nuenen aktiv und träumte nach eigener Aussage von einer Karriere im Profifußball. Durch ihre Familie betrieb sie nebenher auch Radsport. Als sie 2019 ohne viel Vorbereitung den dritten Platz bei den niederländischen Junioren-Meisterschaften im Mountainbike belegte, konzentrierte sie sich fortan aufs Rad. Ihre erste Cyclocross-Saison, noch immer bei den Junioren, lieferte ermutigende Resultate: Im Januar 2020 wurde sie Dritte bei den niederländischen Meisterschaften hinter Shirin van Anrooij und Puck Pieterse sowie Fünfte der Weltmeisterschaften. Außerdem gewann sie die erstmals ausgetragene Juniorinnen-Wertung der DVV Verzekeringen Trofee.
Im Sommer 2020 nahm sie an den Mountainbike-Eliminator-Weltmeisterschaften in Leuven teil und gewann die Bronzemedaille. Mit Beginn der Cyclocross-Saison 2020/2021 rückte sie in die U23 auf. Da die U23-Fahrerinnen außer bei Meisterschaften in der Elite mitfuhren, erzielte sie zunächst keine Siege, aber eine Reihe vorderer Platzierungen und wurde gegen Ende der Saison U23-Weltmeisterin in Ostende. In der nächsten Saison holte sie erste Weltcup-Siege in Val di Sole und Flamanville. Ihren WM-Titel konnte sie in einem engen Wettkampf mit Pieterse und van Anrooij nicht verteidigen, nachdem ihr in der Schlussphase die Kette abgesprungen war; sie wurde Dritte.
Im Sommer 2022 war van Empel niederländische U23-Meisterin im Cross-Country XCO und gewann zwei Medaillen bei den Mountainbike-Europameisterschaften. Zum Auftakt der Cyclocross-Saison gewann sie die ersten vier Weltcup-Rennen und ließ sich anlässlich der Europameisterschaften, mit nur 20 Jahren, von der U23 zur Elite hochstufen. Sie gewann das Rennen und dominierte mit ihren gleichaltrigen Landsfrauen Pieterse und van Anrooij den Rest der Saison, in der sie die Gesamtwertung von Weltcup und der X²O Badkamers Trofee gewann und in Hoogerheide Weltmeisterin wurde.
Anfang 2023 wechselte van Empel von ihrem auf Cyclocross ausgerichteten Team Pauwels Sauzen-Bingoal zu Jumbo-Visma, einem WorldTeam im Straßenradsport. Sie fuhr daher erstmals eine größere Straßensaison, unter anderem mit dem 11. Platz im Giro Donne. Anfang Oktober gewann sie bei den Gravel-Europameisterschaften die Silbermedaille. Ihre Cyclocross-Saison 2023/2024 verlief ähnlich erfolgreich wie die vorherige: Sie wurde Welt- und Europameisterin, gewann sieben von acht Rennen der X²O Badkamers Trofee sowie fünf Weltcup-Läufe.
In der Straßen-Saison 2024 kam van Empel bei Flèche Wallonne erstmals unter die Top 10 eines WorldTour-Rennens. Den Giro Donne musste sie nach einem Sturz aufgeben, bevor sie die Tour de France Femmes fuhr. In Cyclocross-Saison 2024/2025 wurde sie jeweils zum dritten Mal in Folge Europameisterin und Weltmeisterin. Im Frühjahr 2025 nahm sie sich wegen mentaler Erschöpfung eine Auszeit.

## Erfolge

### Cyclocross
2020/2021
 Weltmeisterin (U23)
2021/2022
 Weltmeisterschaften (U23)
 Europameisterschaften (U23)
Weltcup – Val di Sole, Flamanville
2022/2023
 Weltmeisterin – Einzel und Staffel
 Europameisterin
Weltcup – Gesamtwertung / Waterloo, Fayetteville, Tábor, Maasmechelen, Antwerpen, Dublin, Benidorm
Trofee – Gesamtwertung / Oudenaarde, Baal, Hamme, Lille, Brüssel
2023/2024
 Weltmeisterin
 Europameisterin
Weltcup – Waterloo, Maasmechelen, Antwerpen, Benidorm, Hoogerheide
Superprestige – Overijse, Boom, Zolder
Trofee – Gesamtwertung / Oudenaarde, Kortrijk, Herentals, Baal, Koksijde, Hamme, Lille
2024/2025
 Weltmeisterin
 Europameisterin
Weltcup – Antwerpen, Gavere, Besançon, Benidorm
Trofee – Oudenaarde, Herentals, Baal

### Mountainbike
2020
 Weltmeisterschaften – Eliminator XCE
2021
 Europameisterschaften – Eliminator XCE
2022
 Niederländische Meisterin (U23) – Cross-Country XCO
 Europameisterschaften (U23) – Cross-Country XCO
 Europameisterin – Staffel XCR

### Straße
2022
 Europameisterschaften (U23) – Straßenrennen
2023
eine Etappe und Punktewertung Tour de l’Avenir Femmes

### Gravel
2023
 Europameisterschaften